# Philip Burrell
Philip „Fatis“ Burrell (* 23. Juli 1954 in Whitfield Town, Kingston (Jamaika); † 3. Dezember 2011 in Kingston) war ein jamaikanischer Musikproduzent, Manager und Gründer des Xterminator Labels. 

## Leben und Karriere
Burrell wurde im Kingstoner Stadtteil Whitfield Town geboren, zog im Alter von fünf Jahren nach Birmingham in England, bevor er im Teenager-Alter wieder nach Jamaika zurückkehrte.
Er begann seine Karriere als Musikproduzent Mitte der 1980er Jahre, als er im Channel One Studio mit Sugar Minott, Tenor Saw und anderen Musikern Platten aufnahm, die in Großbritannien auf dem „Kings & Lions“-Label herausgebracht wurden. 1985 gründete er in Jamaika zunächst das Vena-Label, das unter anderem Platten von Sanchez, Thriller U und Daddy Freddy veröffentlichte. Eine der erfolgreichsten Produktionen jener Zeit wurde Lift It Up Again von Pinchers, das 1987 in Jamaika zu einem Hit wurde.
Danach gründete er das Label Exterminator (ab 1993 Xterminator), das die ersten Singles des Sängers Capleton herausbrachte. Capleton arbeitete unter anderem deswegen mit Burrell, da beide Rastas waren, so entstanden in ihrer Zusammenarbeit dann eine Reihe von Stücken, die religiösen Themen gewidmet waren. Im Weiteren hatte Exterminator auch Erfolge mit bekannten Musikern wie Cocoa Tea, Beres Hammond, Frankie Paul, Ninjaman und Ini Kamoze. 
1993 kam Dean Fraser als Arrangeur zu Xterminator, mit ihm gewannen die Produktionen noch mehr Tiefe und Innovation. Man arbeitete vielfach mit Musikern aus Waterhouse, der Firehouse Crew, dazu gehörten Bassist Donald Dennis, Schlagzeuger Melbourne Miller und der Keyboarder Paul Crossdale. In dieser Besetzung und mit Sänger Luciano entstanden dessen Alben Where There Is Life und Messenger, die einen Vertriebsvertrag mit Island Records und großen Erfolg brachten. 1998 verließ Luciano das Label wieder, mit ihm gingen Fraser und die Firehouse Crew. Burrell produzierte in der Folge mit jungen Künstlern wie Turbulence, Chezidek und Prince Malachi. Er hatte auch eine enge Verbindung zu Sizzla, als dessen Produzent und Manager er tätig war. 
Burrell gilt als einer der bedeutenden Produzenten der Digital-Dancehall-Ära, wie auch als einer der Urheber für die Rückbesinnung auf Roots-Reggae- und Consciousness-Themen im Dancehall Mitte der 1990er Jahre. 
Er war verheiratet und Vater von zwölf Kindern aus früheren Beziehungen. Burrell erlitt im November 2011 einen Schlaganfall und wurde im Universitätskrankenhaus der University of the West Indies behandelt. Er verstarb dort am 3. Dezember 2011 im Alter von 57 Jahren. Seine Beerdigung fand am 17. Dezember 2011 im Dovecot Memorial Park statt. Unter den Trauergästen war Burrells Cousine, die ehemalige Premierministerin Portia Simpson Miller, sowie zahlreiche Vertreter der Musikbranche, darunter Marcia Griffiths, Nadine Sutherland, Lukie D, Tony Rebel, Admiral Bailey, Donovan Germain, Lady G, Charlie Chaplin, Thriller U und Sly Dunbar.